# ACS Applied Materials & Interfaces
ACS Applied Materials & Interfaces (usualmente abreviada como ACS Appl. Mater. Interfaces.) es una revista científica revisada por iguales, publicada desde 2009 por la American Chemical Society. ACR está actualmente indexada y se pueden ver resúmenes de sus artículos en: CAS, Medline, PubMed, y Web of Science.
El actual Editor-Jefe es el Profesor Kirk S. Schanze. Según los Journal Citation Reports, la revista tiene un factor de impacto de 6,723.
ACS Applied Materials & Interfaces se centrará en las siguientes áreas de investigación: materiales optoeléctrónicos activos y pasivos, materiales en capas, coloides, biomateriales y bio-interfaces, polímeros, materiales híbridos y compuestos (composites);  rozamiento y desgaste.
ACS Applied Materials & Interfaces es una nueva publicación para la comunidad interdisciplinar de químicos, ingenieros, físicos y biólogos centrándose en el modo en que los nuevos materiales recién descubiertos y los procsos en las interfaces pueden desarrollarse y usarse para aplicaciones específicas. La revista publica artículos largos y reseñas de los investigadores de las universidades y la industria además de mostrar comentarios y forums dedicados al avance en la investigación de materiales aplicados.

## Métricas de revista
2023
- Web of Science Group : 9.219
- Índice h de Google Scholar: 255
- Scopus: 9.441